# Пятьдесят франков «Синяя 1864 года»
Пятьдесят франков Синяя — французская банкнота, эскиз которой разработан 2 марта 1864 года и выпускалась Банком Франции с 21 марта 1864 до 1884 года.

## История
Изобретение фотографии в 1850 году позволило фальшивомонетчикам начать подделывать банкноту Сто франков Ночь. Это встревожило руководство Банка Франции и 9 июня 1857 года они отказались от выпуска новой банкноты. В 1862 году Банк Франции решил усилить защиту банкнот, используя для печати синий цвет. Синие чернила производились на Королевском заводе Schneeberg в Саксонии и создавали невозможность печати банкноты фотографическим способом. С 1872 года чернила стали производить во Франции, в связи с Франко-Прусской войной 1870 года. Синие чернила использовались для выпуска банкнот номиналом 100, 500 и 1000 франков начиная с 1862 года, банкнота 50 франков с использованием этих чернил появилась в 1864 году.

## Описание
Аверс банкноты одного тона с синим полукругом в центре. В верхней части расположена голова Меркурия, в нижней части банкноты пара херувимов. На реверсе, подразумевающий королевскую власть — звездообразный додекаэдр. В центре расположена надпись каллиграфическим стилем, обозначающая номинал банкноты. Есть три варианта аверса: В 1864 году нумерация и подписи двух сделаны вручную. С 1868 года, нумерация становится механической, а номинал написанный каллиграфическим стилем исчезает (50 francs type 1868 «Bleu à indices noirs»). В 1870 году в банкноту стали печатать в Клермон-Ферране, на банкнотах появилась подпись руководства Банка Франции (50 francs type 1870 «Clermont-Ferrand»). Рисунок банкноты был разработан французским художником Г. А. Кабассоном(G.A. Cabasson) (1814—1884) и гравёрами Паннемакером (аверс) и Адольфом Лини (реверс), оба из Бельгии. Банкнота перестала быть законным платежным средством с 2 января 1923.